# Trollhättan 31

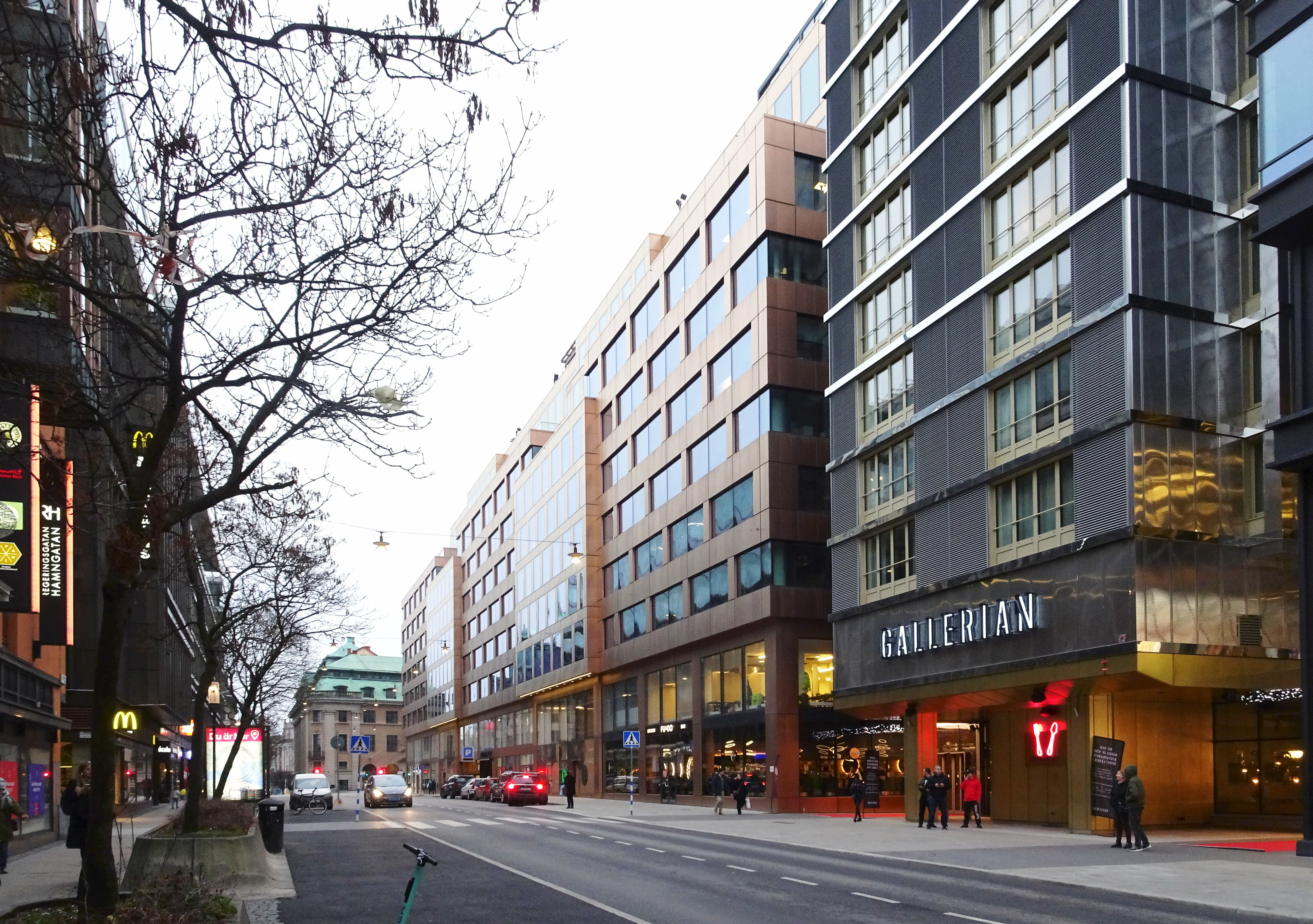
Trollhättan 31, vy längs Regeringsgatan söderut, 2019. Längst till höger syns nybygget på före detta Kockstorget.

Trollhättan 31 är en fastighet i kvarteret Trollhättan, vid hörnet Regeringsgatan 13-19 och Jakobsgatan 10 på Norrmalm i centrala Stockholm. Trollhättan 31 är en av Gallerians fem fastigheter och uppfördes åren 1974–1976 som Hus E i galleriankomplexet. Trollhättan 31 var ett av de första exemplen på glashusarkitektur i Sverige, och en arkitektonisk milstolpe för sin tid.
Huset byggdes om och fick en ny fasadbeklädnad 2018. Innan ombyggnaden hade Trollhättan 31 en grönmärkning av Stadsmuseet i Stockholm, vilket innebär att bebyggelsen bedömdes vara särskilt värdefull från historisk, kulturhistorisk, miljömässig eller konstnärlig synpunkt.

## Historik
På platsen låg tidigare kvarteret Sankt Per med två välkända byggnader: Felix Sachs hus som hade en för sin tid unik byggnadskonstruktion och NK:s kontorshus (arkitekt Ferdinand Boberg) som 1919 ersatte Lejas före detta varuhus (föregångaren till NK). Båda försvann i den omfattande rivningen av Norra Smedjegatan och Projekt Storviggen som tog sin början 1967 och avslutades 1972.
| Gathörnet Regeringsgatan / Jakobsgatan på 1890-talet med Lejas varuhus och i november 2019. |  | Gathörnet Regeringsgatan / Jakobsgatan på 1890-talet med Lejas varuhus och i november 2019. |
| Gathörnet Regeringsgatan / Jakobsgatan på 1890-talet med Lejas varuhus och i november 2019. |  |                                                                                             |

## Byggnadsbeskrivning

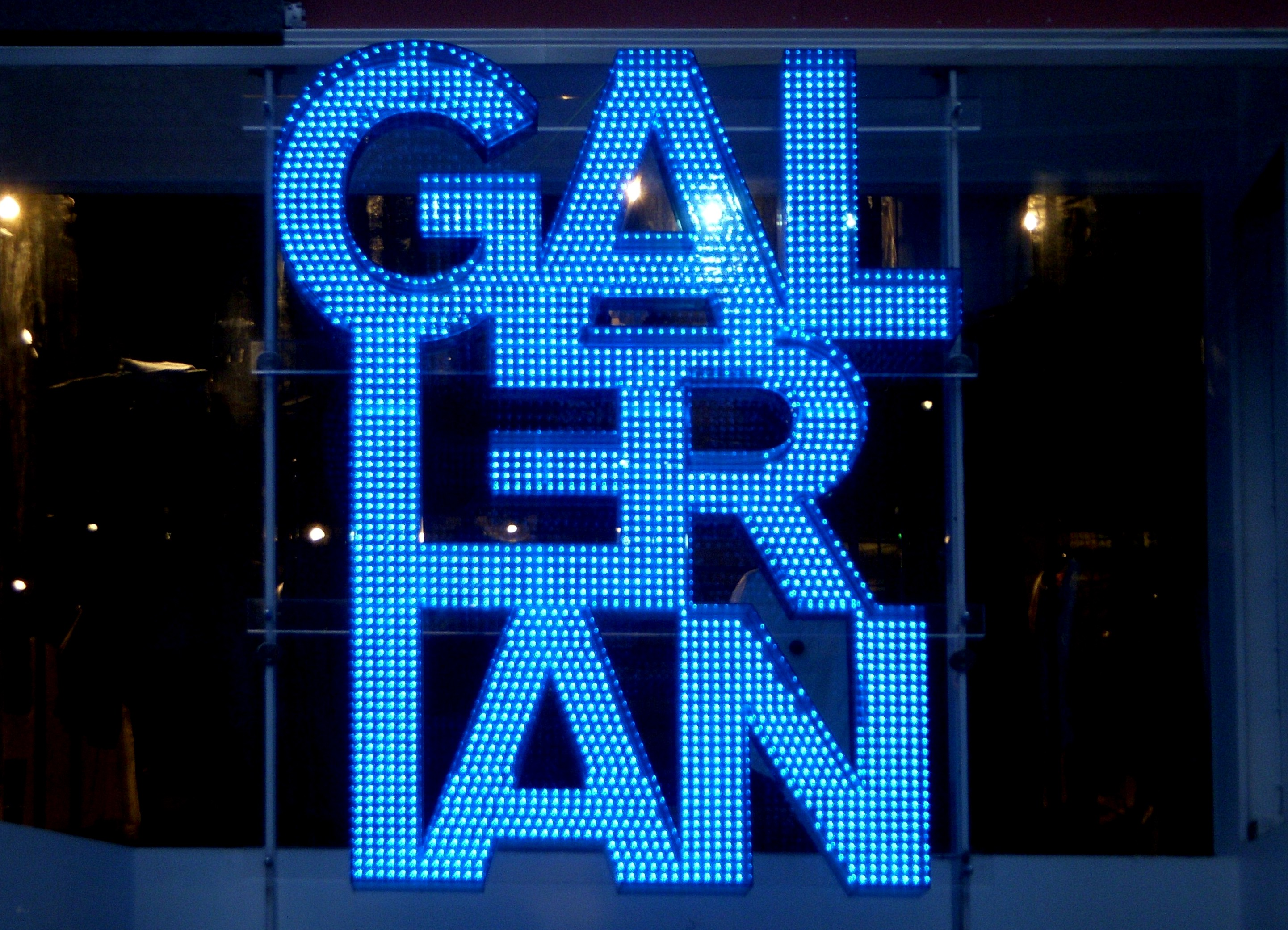
Entrén från Jakobsgatan, 2011.

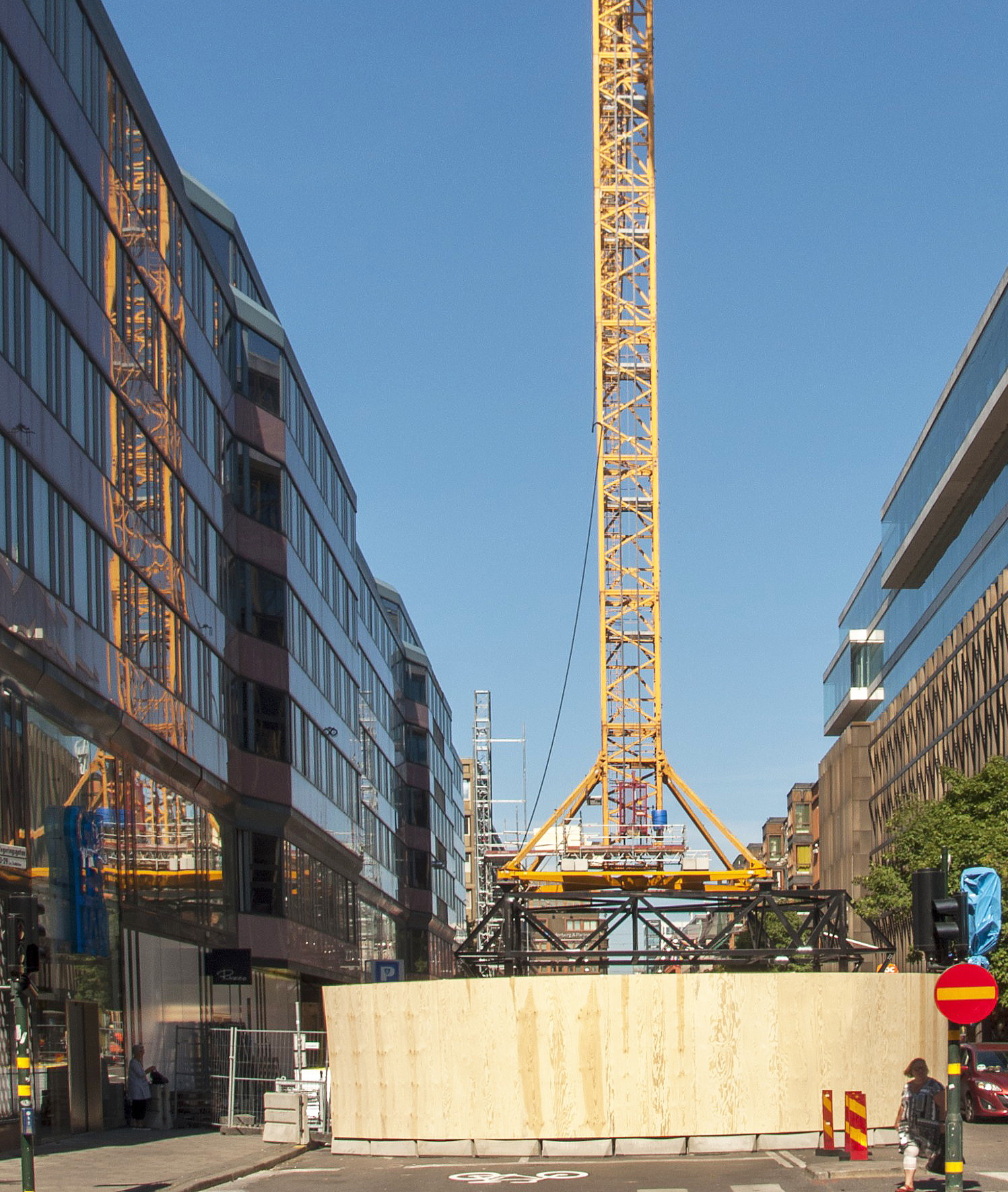
Trollhättan 31 (t.v.) med sin ursprungliga glasfasad i augusti 2015.

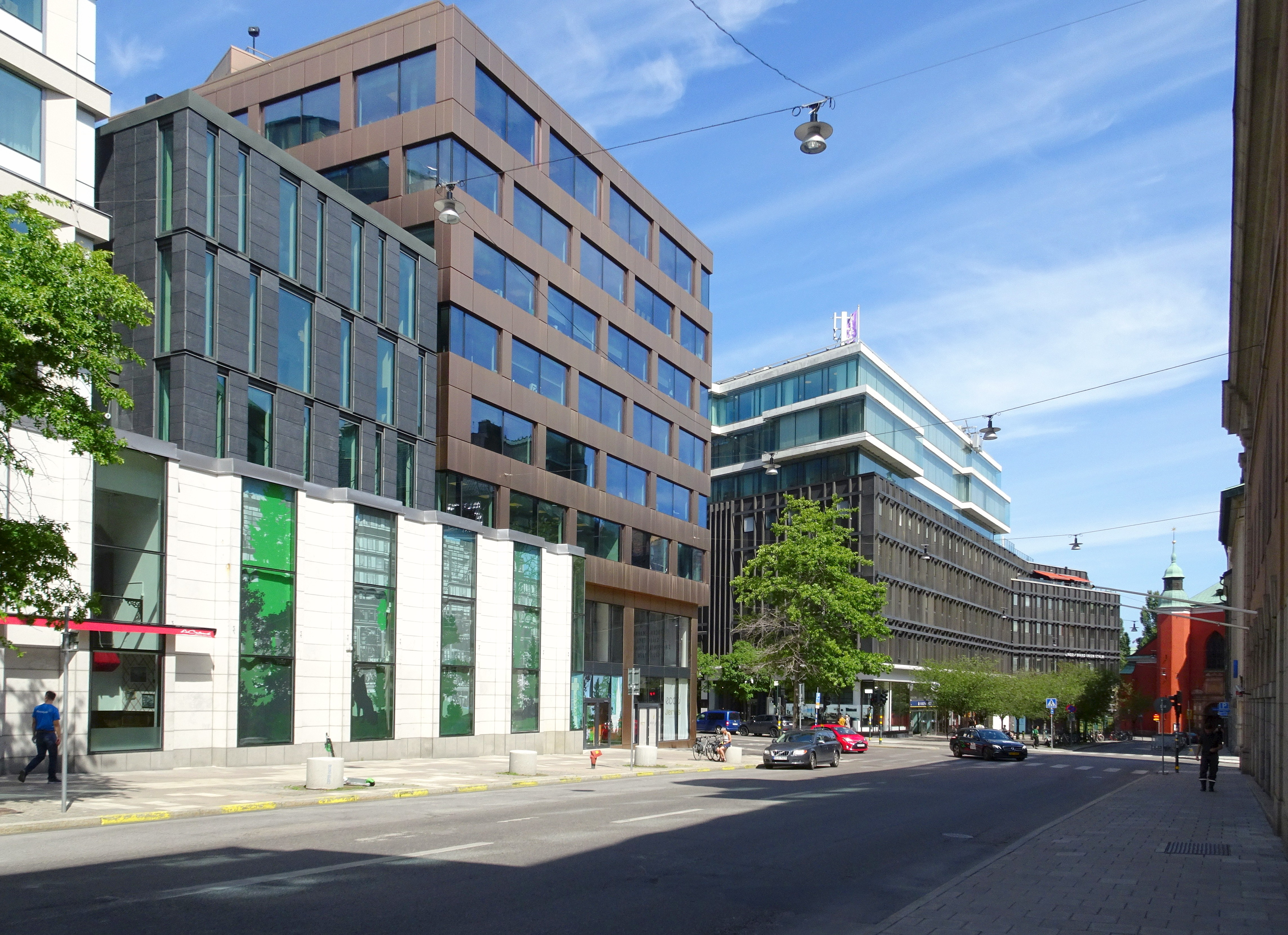
Fastigheten Trollhättan 31 sedd från Jakobsgatan, juli 2020.

Nuvarande hörnhus tillkom mellan åren 1974 och 1976 i flera deletapper och med flera arkitekter, bland dem Sune Malmquist och arkitektkontoret Boijsen & Efvergren. Byggherre var Förvaltningsaktiebolaget Holmia. Våningsplanen var enligt bygglovshandlingarna disponerade enligt följande: plan 1 (under mark): bilparkering, plan 2 (under mark): Kungsträdgårdens tunnelbanehall, plan 3 (marknivå): arkad längs Regeringsgatan, indragen fasad med entréhall, butikslokaler och garageinfart, plan 4: kontor, auktionslokaler, plan 5-9: kontor med personalutrymmen och plan 10: teknikvåning.
Arkitekten Sune Malmquist gav byggnaden en elegant, omsorgsfullt utformad och färgsatt fasad med stor hänsyn tagen till omgivande bebyggelse. För att ytterligare tydliggöra materialval och färgsättning för byggnadsnämndens ledamöter hade modellen för Storviggenprojektet (senare Gallerian) reviderats och placerats utanför nämndens sessionssal. På plats i hörnet Regeringsgatan / Jakobsgatan monterades dessutom fasadprover i full skala av såväl brännlackerad plåt samt fönsterglas och bröstningsglas. 
De relativt stora glasytorna valdes för att skapa goda dagsljusförhållanden i kontorslokalerna och för att ge den stora byggnaden ett lätt och transparent uttryck. Färgsättningen var blå (i fönsterbanden) och rosa-lila (i bröstningsbanden). Mot Regeringsgatan accentuerades den långa fasaden genom breda, burspråksliknande fasadpartier. Fönsterbanden fick en rytmisk indelning i en bred ruta som flankeras av två smala rutor. Partierna mellan fönstren kläddes med en plåt i en blå färgton.
Malmquists övertygelse var att byggnaden med sin kulör och utformning skulle komma att tillföra stadsbilden ljus och lätthet, speglingar och färgrikedom utan att det önskvärda helhetsintrycket av sluten samordnad kvartersbebyggelse splittras. I bygglovsbyråns tjänsteutlåtande ansåg man att de intensiva blå färgerna vara mindre väl avpassade till färgerna i befintliga och blivande byggnader. Därför förordade man en varmgrå färgton på de brännlackerade plåtarna runt fönster och på tak, som bättre skulle passa den lavendelfärgade glasbröstningen.

## Ombyggnad
Åren 2015 till 2017 genomgick fastigheten en omfattande förändring. I ramen för sitt projekt Urban Escape lät tomträttsägaren, AMF fastigheter, bygga på tre nya våningar och renovera kontoren från plan fem och uppåt. Samtidig fick fasaderna en ny beklädnad av kopparfärgad-eloxerade aluminiumplåtar och en förändrad fönsterindelning vilket förvanskade den ursprungliga unika glasfasaden. Byggentreprenör var Skanska och för den arkitektoniska utformningen svarade Reflex Arkitekter. Till omdaningen hörde även två nya byggnader som slöt luckan mot grannfastigheten Trollhättan 30 vid Regeringsgatan (tidigare Kockstorget / Galleriatorget) respektive mot Trollhättan 32 vid Jakobsgatan.
Musikstreamingtjänsten Spotify hyr all kontorsyta i Trollhättan 31 efter ombyggnaden.